# Böle, Helsingfors
Böle (finska: Pasila) är ett distrikt och en stadsdel med järnvägsstation i Helsingfors. Stadsdelen är indelad i Västra Böle, Norra Böle, Östra Böle och Mellersta Böle. Det bor cirka 9 600 personer i Böle, varav 3 900 i Östra Böle och 5 600 i Västra Böle (2019). Det finns över 27 000 arbetsplatser i Böle (2017).
Böle har sedan början av 1900-talet förekommit i flera planer som ett potentiellt andra centrum i Helsingfors. I Böle pågår numera (2020) omfattande byggande och antalet arbetsplatser kommer att fördubblas till 50 000 fram till år 2040. Också invånarantalet kommer att öka trefalt till 30 000.

## Namn
På området låg tidigare en gård vid namn Fredriksberg som antagligen namngetts efter sin ägare, Carl Fredrik Winqvist. Då en järnvägsstation grundades i området fick den till en början också namnet Fredriksberg. Granne med Fredriksberg låg Böle hemman som 1650 donerats till Helsingfors stad som magistratens löneboställe. Namnet Böle, som betyder nybygge, har också stavats Böhle.
Det finska namnet Pasila har härletts från namnet på Fredriksbergs gårds långvariga hyresgäst, Carl Pasila. Han föddes i Itis 1848 och upprätthöll även en affär på området. Han blev så känd att hans namn började användas som finskspråkig motsvarighet till Fredriksberg. År 1925 stadfästes Pasila som det finska namnet på Fredriksbergs järnvägsstation. I närheten av stationen uppstod i början av 1900-talet ett förstadsområde som också började kallas Fredriksberg och från 1910-talet Pasila på finska. År 1927 stadfästes namnen Böle förstad (finska Pasilan esikaupunki) och Böle hemman (finska Böölen tila). År 1990 ändrade Fredriksbergs station namn till Böle station. Det gamla namnet Fredriksberg förekommer numera endast som namn på den korta Fredriksbergsgatan i Västra Böle.

## Delområden

### Mellersta Böle
I mellersta Böle låg ursprungligen Tölö träsk som senare fyllts igen och gjorts till bangård allt sedan Stambanan öppnade genom området 1862. Bangården stängdes 2008. Böle järnvägsstation, som till passagerarantalet är den näst mest använda i Finland, ligger i Mellersta Böle sedan öppnandet 1891. Kustbanan mot Åbo tar av mot väster strax norr om stationen. Integrerat med stationen finns Mall of Tripla, ett köpcentrum som öppnades 2019 och mätt i antalet butiker är det största i Norden. Söder om stationen och köpcentret finns Bölebron över bangården som förbinder Västra Böle med Östra Böle, medan Lokvägen leder trafiken genom området i nord-sydlig riktning. Ett bostadsområde är under uppförande (2020) norr om köpcentret på den före detta bangården och söder om Bölebron planeras ett område med skyskrapor. Hartwall Arena ligger i nordligaste delen av Mellersta Böle. 

### Östra Böle
I Östra Böle finns förutom bostäder också ett stort antal ämbetsverks- och kontorsbyggnader. Östra Böle byggdes på ett före detta småindustriområde enligt en plan av Reijo Jallinoja. I planen har fordonstrafiken och fotgängartrafiken separerats genom att fotgängarna rör sig på ett däck ovanför gatunätet. Bostadsbyggandet pågick 1974–1978 då de gamla lagerbyggnaderna på området revs.
Helsingfors Mässcentrum har funnits i Östra Böle sedan 1975. I Östra Böle finns flera ämbetsverk, såsom Trafikledsverket, Lantmäteriverket, Nylands närings-, trafik- och miljöcentral, Pensionsskyddscentralen, och Helsingforsregionens trafik. Också flera organisationer har sitt kontor i området, bland andra Akava, TEK och Ingenjörsförbundet. Utbildning sker i Haga-Helia yrkeshögskola och Business College Helsinki. 

### Västra Böle
Innan de nuvarande höghusen byggdes på området var området känt som Trä-Böle, ett förstadsområde som byggdes 1895–1905. Området beboddes huvudsakligen av arbetarklassen. Ursprungligen låg området utanför Helsingfors kommungräns, men det inkorporerades 1912. Fram till 1970-talet hade områdets byggnader blivit i dåligt skick och i tidens anda beslöt man riva området och bygga höghus i stället. Rivandet inleddes 1977 och var klart i mitten av 1980-talet. Några gamla träbyggnader har sparats. Även järnvägsarbetarnas bostadshus Toralinna från 1899 hör till det gamla byggnadsbestånd som finns kvar.
Västra Böle planerades av Reijo Jallinoja, liksom Östra Böle. Detaljplanen godkändes 1979, men på grund av den kritik Östra Böle fick planerades Västra Böle mera traditionellt utan nivåseparation mellan fordon och fotgängare. I motsats till Östra Böles geometriska rutplan och betongbyggnader planerades Västra Böle med kurviga gator, parker och tegel som fasadmaterial. 
I Västra Böle ligger bland andra Böle polishus, samt YLE:s och MTV:s lokaler. Området gränsar i väster till Helsingfors centralpark. 

### Norra Böle
Norra Böle ligger norr om Skogsbackavägen mellan Stambanan och Centralparken. Området hörde till Hoplax kommun fram till kommuninkorporeringen 1946. 
Fram till 1949 fungerade största delen av området som statsjärnvägarnas avstjälpningsplats. Åren 1949–1963 fanns Böle avstjälpningsplats på området och sedan 1970 Ilmala bangård och depå. Dessutom finns Posti Groups huvudkontor och sorteringsterminal och Pohjolan Liikennes depå på området. En stor del av området upptogs av landtrafikcentralen som stängde 2015. Sedan 2019 byggs detta område till ett bostadsområde vid namn Postparken.

## Galleri

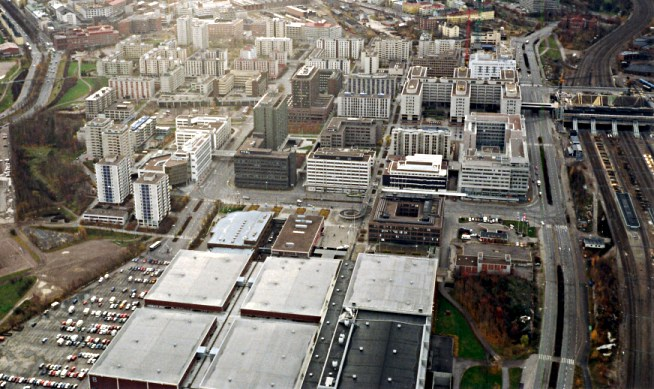
Östra Böle ovanifrån år 1989, Mässcentrum nederst.
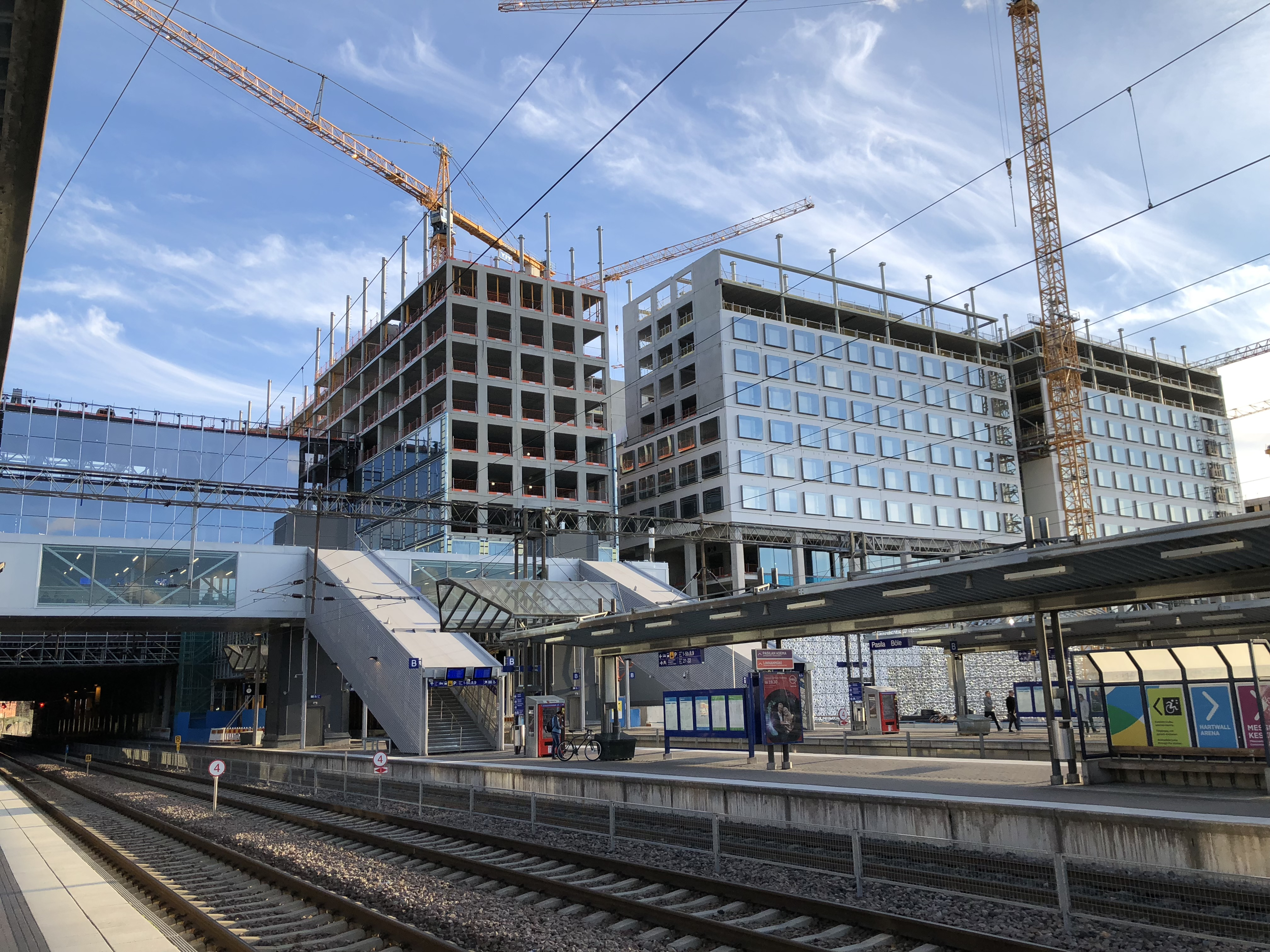
Böle station och köpcentret Mall of Tripla under uppbyggnad år 2018.
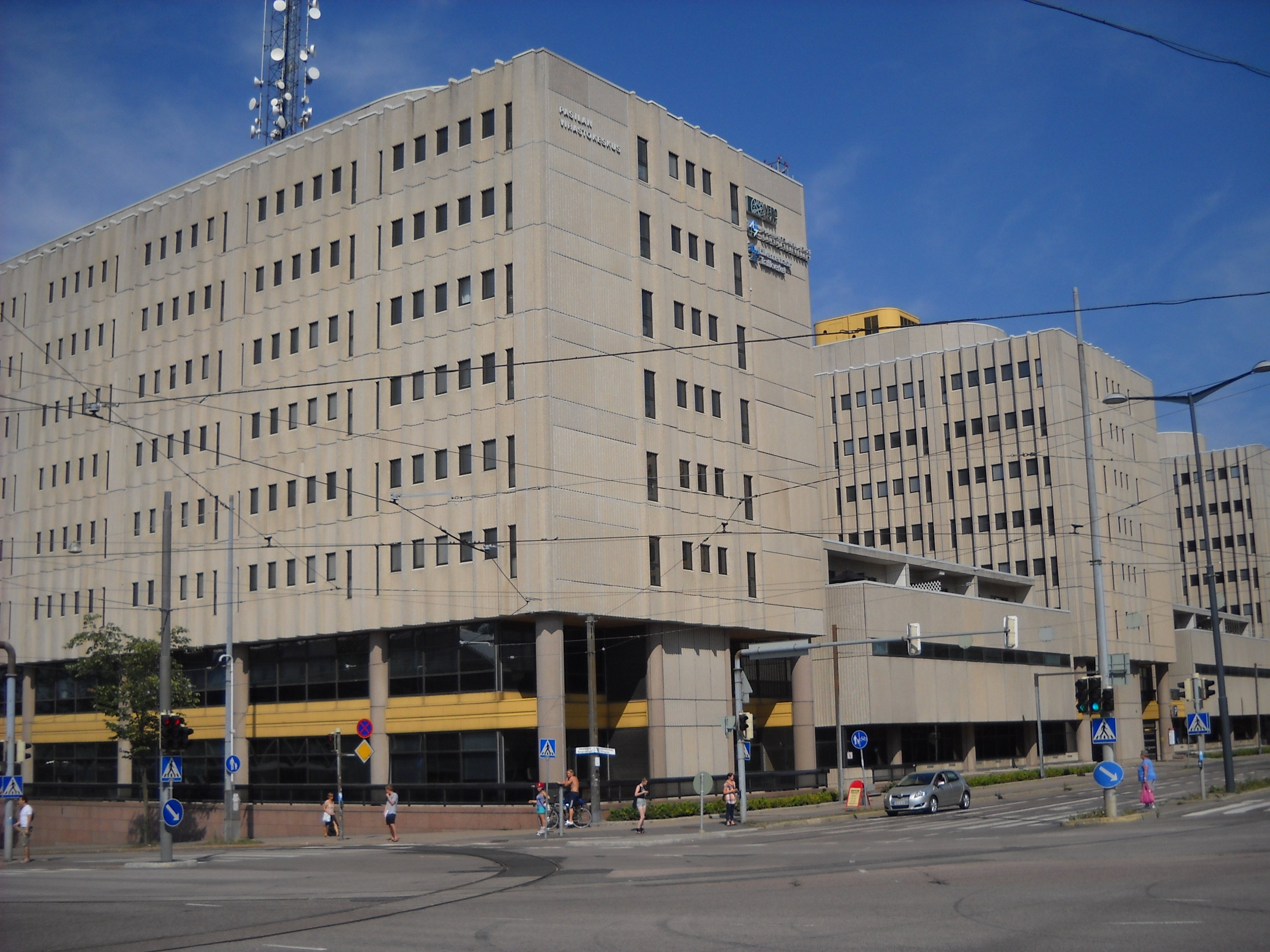
Betongarkitektur i Östra Böle år 2010.
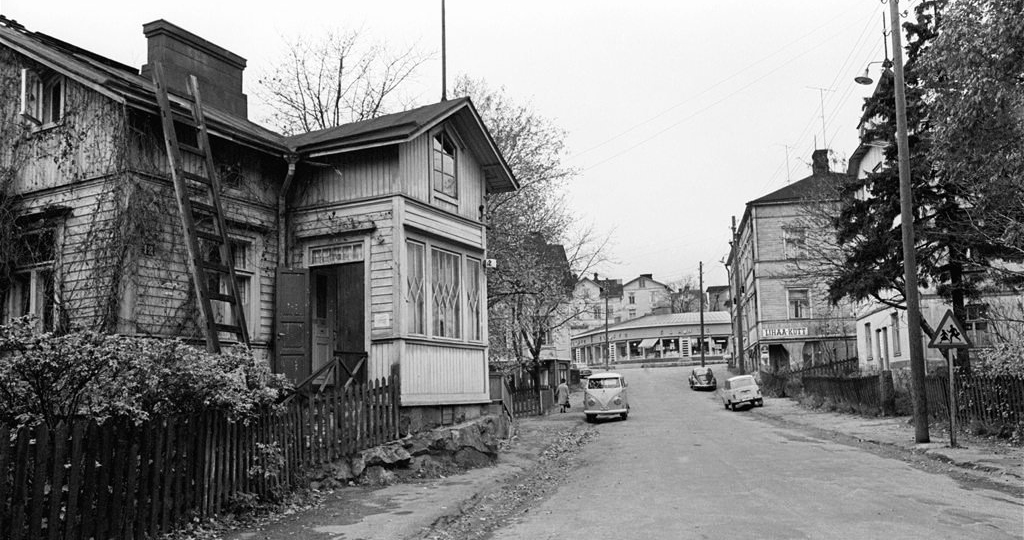
Västra Böle på 1960-talet.